# 梁禹旬
梁禹旬（?—?），福建省閩縣人，清朝政治人物、進士出身。
光緒三十年，會試第152名；殿試登進士二甲72名，后授以主事分部學習。光绪二十一年（1895年）公车上书中，梁禹旬曾联名签署四月初七之“贵州举人葛明远等条陈”。